# Guardalavaca
Guardalavaca est un consejo popular de la municipalité de Banes dans la province de Holguín, situé sur la côte nord de Cuba, côté océan Atlantique.
C'est aussi un lieu à fort développement touristique centré sur sa plage.

## Géographie

### Situation
Guardalavaca est sur la rive nord du sud-est de Cuba, à la pointe nord-ouest de la municipalité de Banes et dans le nord de la province de Holguín. Par route, la ville est à
35 km au nord-ouest de son chef-lieu de municipalité Banes et
58 km nord-est de Holguín sa capitale de province.
L'aéroport de Guardalavaca (en) se trouve sur Yaguajay.

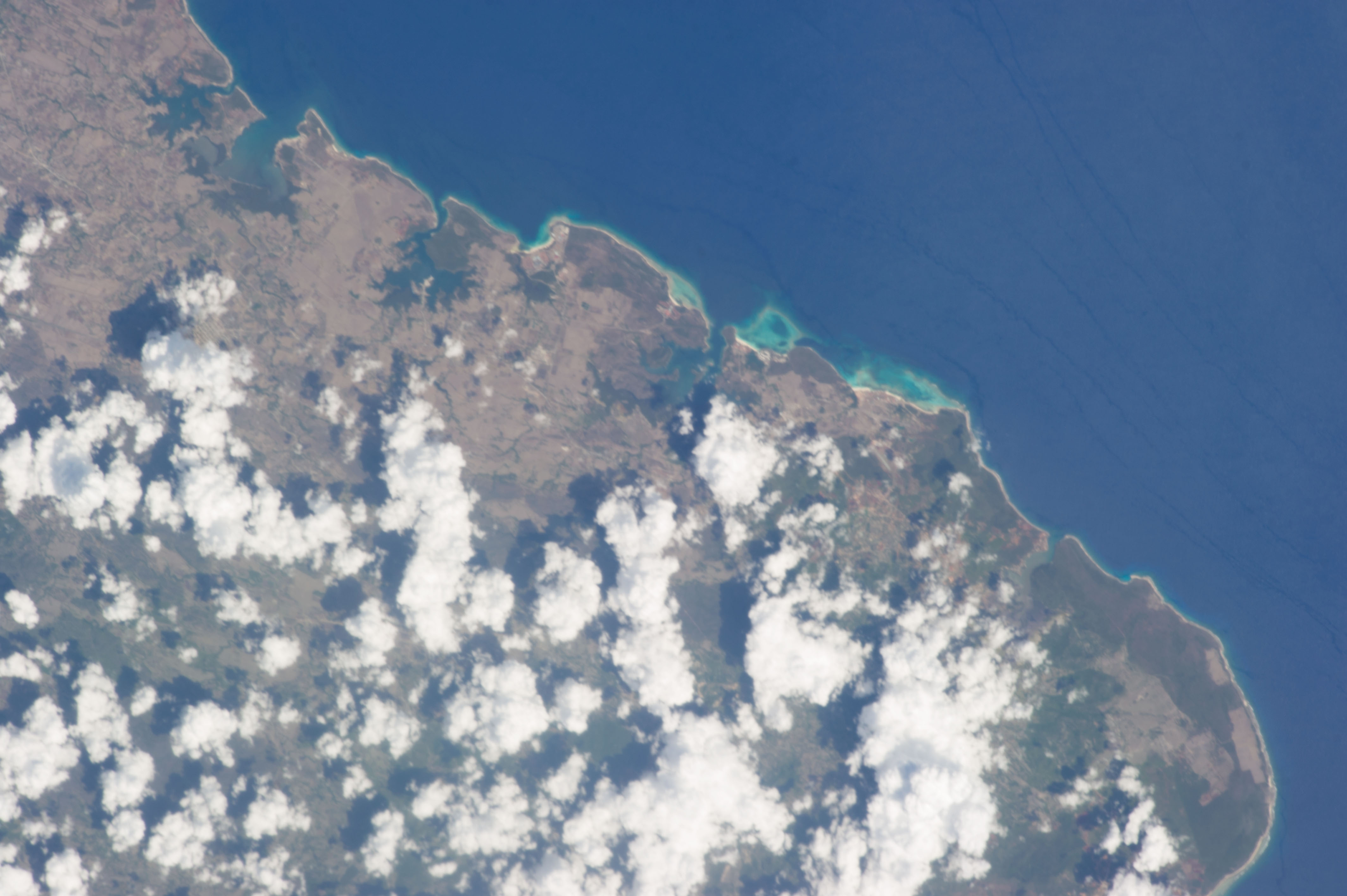
Gibara, Rafael Freyre, Guardalavaca (Banes), baie de Sama

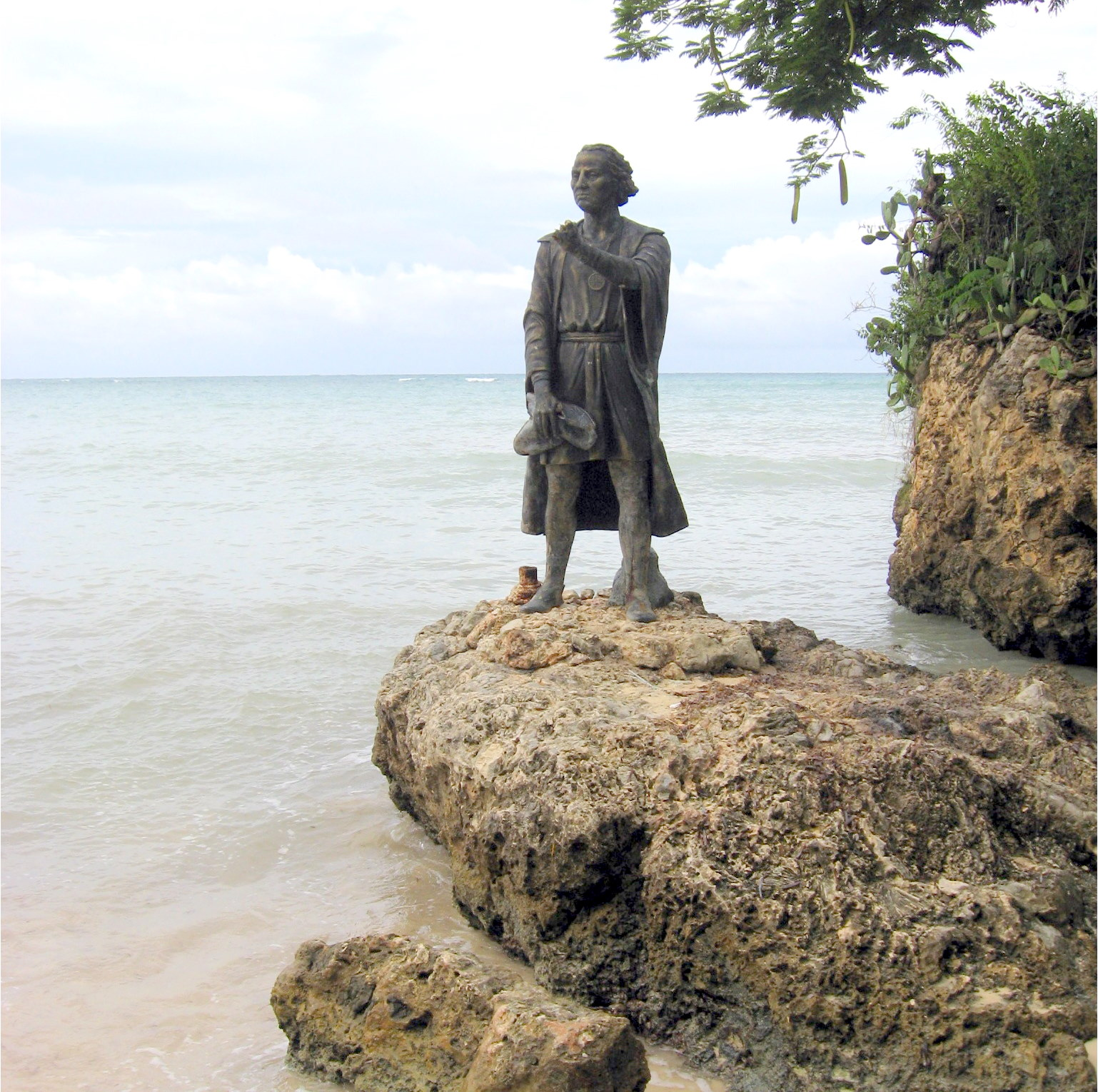
Statue de Christophe Colomb vers la plage Bani

## Histoire
Guardalavaca est l'un des premiers lieux qu'ait visités Christophe Colomb en 1492. Durant les XVIe et XVIIe siècles, c'était un lieu de refuge pour les corsaires et pirates de la région. Cette zone a été également le siège du commerce dit de « rescate » ; c'est ainsi que les habitants appelaient la contrebande que pratiquaient les boucaniers qui échangeaient des peaux de bétail contre des marchandises européennes.

## Tourisme
Avec l'ouverture économique du pays dans les années 1990, consécutive à la dislocation de l'Union soviétique, cette région a connu une croissance économique rapide. On a commencé à construire de nombreux hôtels de luxe et une infrastructure touristique : restaurants, boutiques, centres de balnéothérapie, etc. Guardalavaca et les environs sont devenus le troisième pôle touristique de Cuba, derrière La Havane et Varadero, avec de grandes capacités hôtelières et un système de transports moderne. Sa population jouit d'un niveau de vie relativement élevé en raison de la croissance de l'emploi dans le secteur des services.
Les visiteurs sont constitués de Canadiens (60 %), de Britanniques (25 %), d'Allemands (10 %), les 5 % restant étant des Européens (Néerlandais, Italiens et Autrichiens).

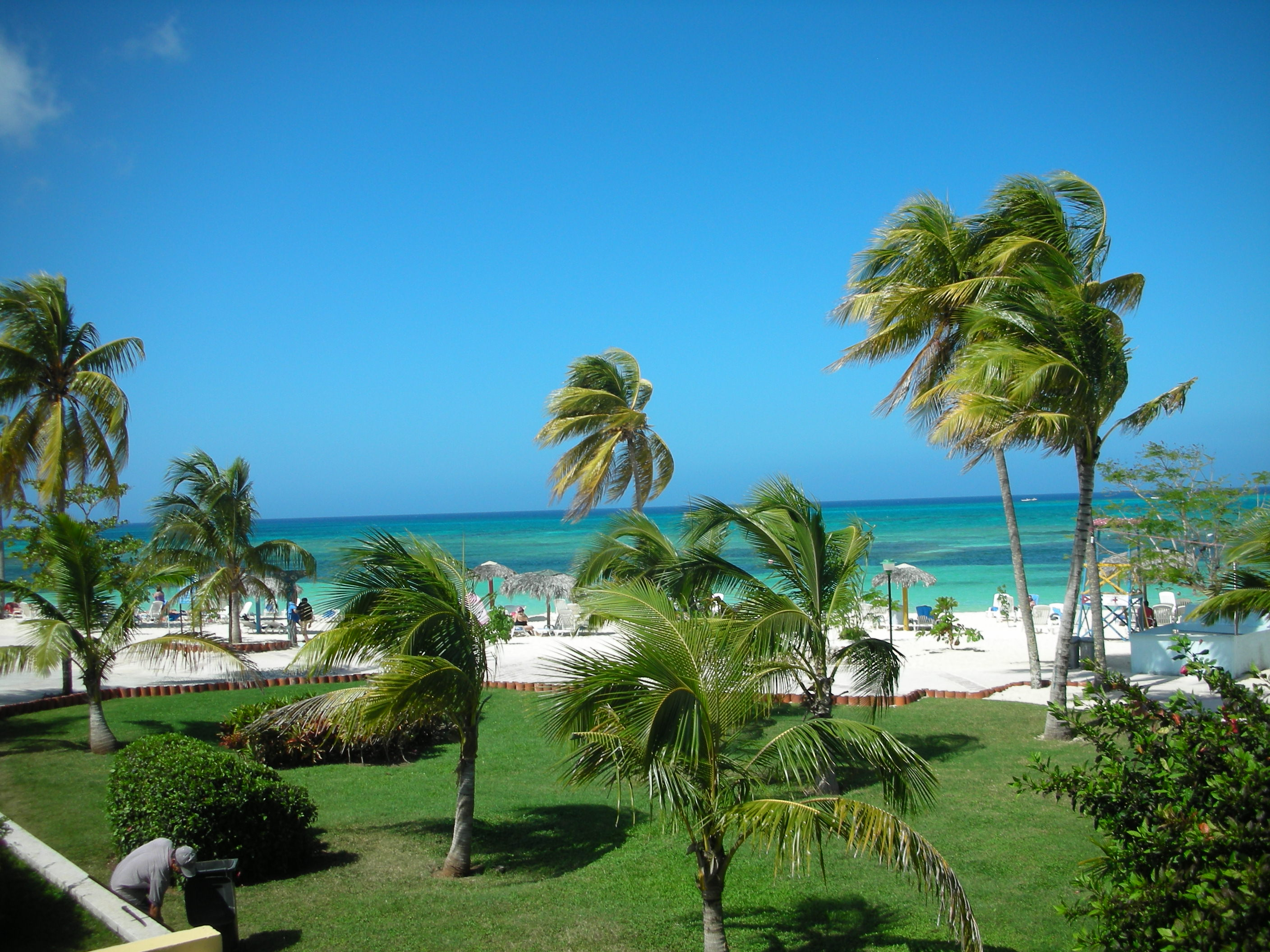
Plage Bani face à l’hôtel Brisas
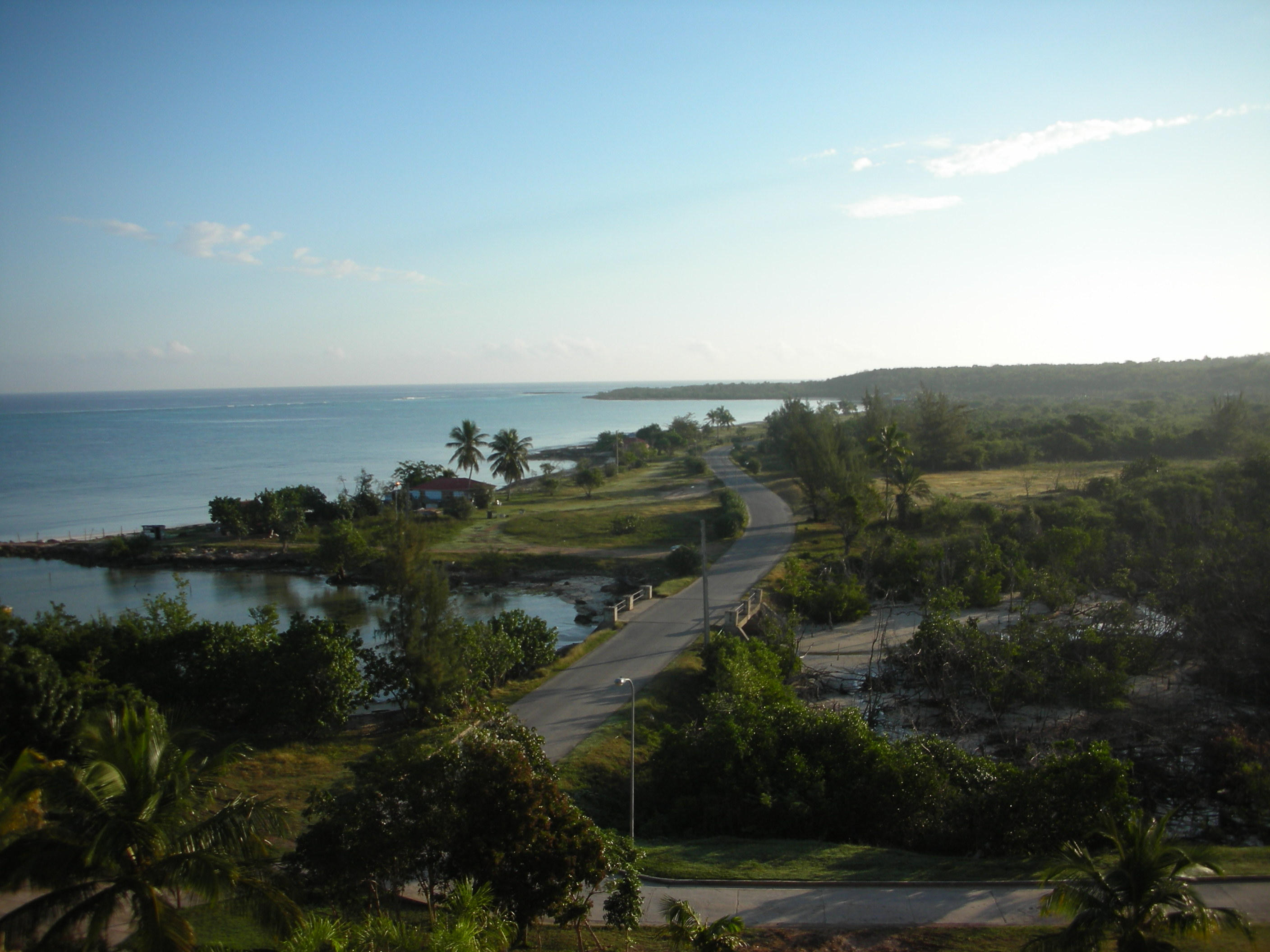
Vue nord-est depuis l'hôtel Brisas (2011)
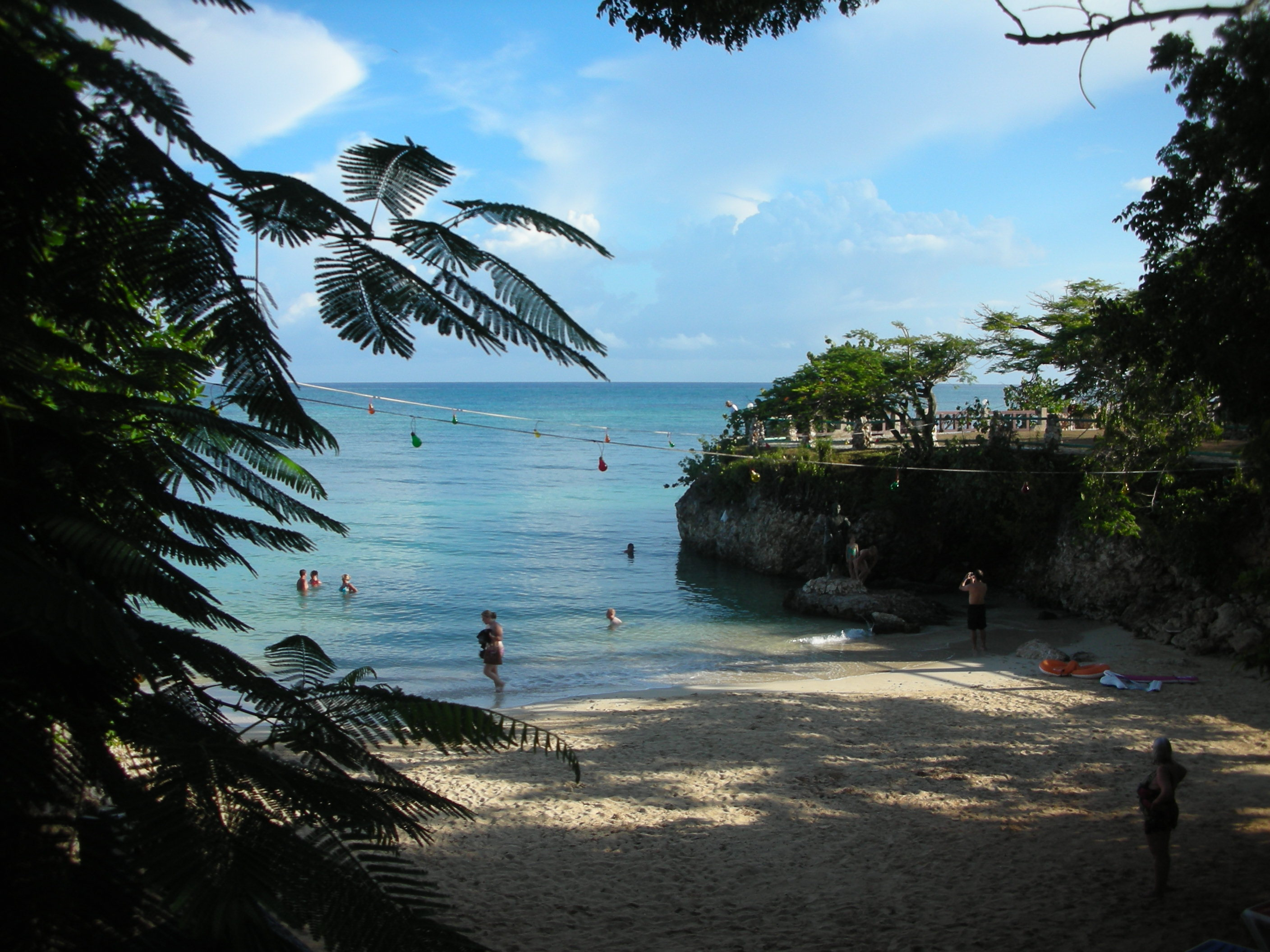
Petit bout de plage face à l'hôtel "Club Amigo"

Le front de mer en 2005
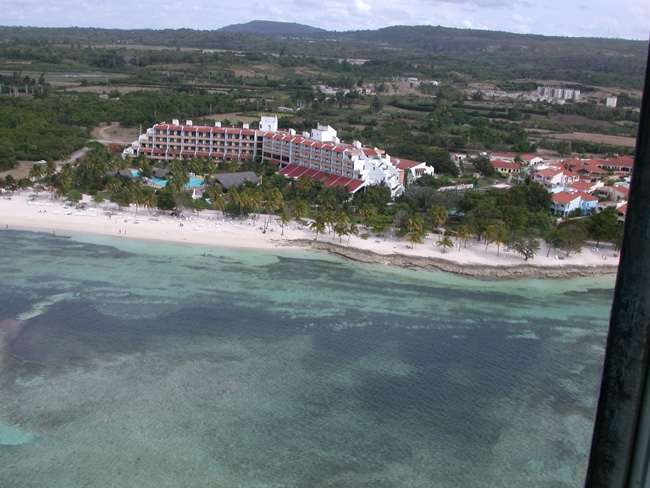
Playa Bani : hôtel Brisas
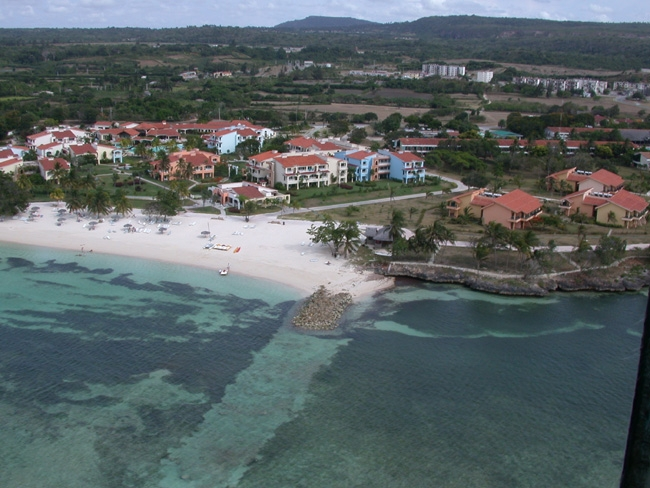
Playa Bani : pavillons de l'hôtel Brisas
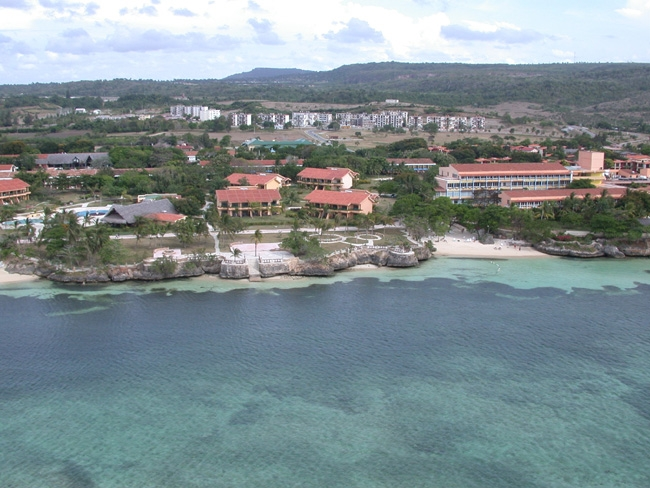
Hotel Club Amigo
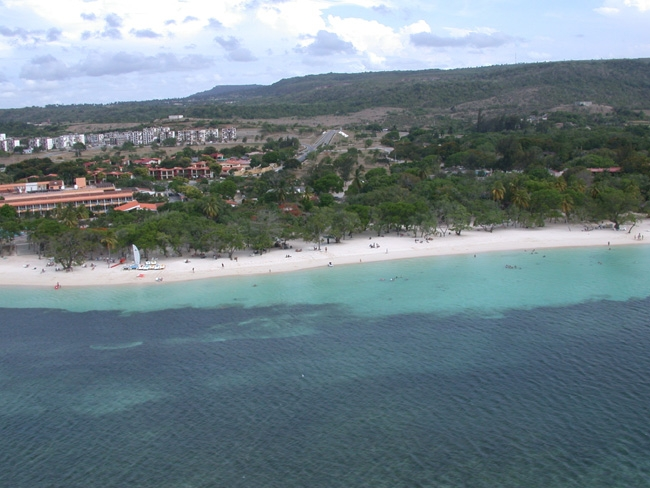
À l'ouest de l'hôtel Club Amigo